# Мараварман Раджасімха II
Мараварман Раджасімха II (д/н — 920) — індійський правитель (віранараянан) з династії Пандья у 900—920 роках.

## Життєпис
Син віранараяна Парантаки та Ванавана Махадеві Чера з держави Конгу. Посів трон близько 900 року. Продовжив боротьбу з державою Чола. Втім не зміг завадити захопленню військами останньої у 903 році держави Конгу, батьківщини його матері.
910 року зазнав поразки від чоланської армії на чолі з Парантакою I, що захопив столицю Мадурай. За цим Мараварман Раджасімха II отримав допомогу від Кассапи V, правителя Ланки, але у вирішальній битві біля Велурі зазнав нищівної поразки. Внаслідок чого відступив на острів Ланка. Тут разом з Кассапою V чинив опір військам Чоли.
Згодом перебрався до Чери, звідки намагався відновити владу над Пандьєю, але марно. Правителем Чоли на трон Пандьї було поставлено родича Мараварман Раджасімхи II — Сундара Пандью I, який мав обмежену владу, був вірним васалом, його володіння обмежувалися навколишніми землями міста Мадурай.

## Меценат
Був ініціатором створення Великих Сіннаманурських плит, де викарбувано імена правителів Першої імперської династіїПандья, починаючи від Кадунгона.